# Kanton Périgord Central
Der Kanton Périgord Central ist seit 2015 ein französischer Wahlkreis in den Arrondissements Bergerac, Périgueux und Sarlat-la-Canéda, im Département Dordogne und in der Region Nouvelle-Aquitaine.

## Gemeinden
Der Kanton besteht aus 33 Gemeinden und Gemeindeteilen mit insgesamt 15.040 Einwohnern (Stand: 1. Januar 2022) auf einer Gesamtfläche von 582,92 km²:
| Gemeinde                   | Einwohner 1. Januar 2022 | Fläche km² | Dichte Einw./km² | Code INSEE | Postleitzahl | Arrondissement   |
| -------------------------- | ------------------------ | ---------- | ---------------- | ---------- | ------------ | ---------------- |
| Beauregard-et-Bassac       | 308                      | 12,02      | 26               | 24031      | 24140        | Périgueux        |
| Beleymas                   | 281                      | 16,07      | 17               | 24034      | 24140        | Périgueux        |
| Bourrou                    | 132                      | 9,13       | 14               | 24061      | 24110        | Périgueux        |
| Campsegret                 | 398                      | 13,83      | 29               | 24077      | 24140        | Périgueux        |
| Chalagnac                  | 442                      | 14,15      | 31               | 24094      | 24380        | Périgueux        |
| Clermont-de-Beauregard     | 123                      | 6,24       | 20               | 24123      | 24140        | Périgueux        |
| Creyssensac-et-Pissot      | 266                      | 8,62       | 31               | 24146      | 24380        | Périgueux        |
| Douville                   | 456                      | 19,91      | 23               | 24155      | 24140        | Périgueux        |
| Église-Neuve-de-Vergt      | 583                      | 7,43       | 78               | 24160      | 24380        | Périgueux        |
| Église-Neuve-d’Issac       | 122                      | 16,67      | 7                | 24161      | 24400        | Périgueux        |
| Fouleix                    | 273                      | 10,94      | 25               | 24190      | 24380        | Périgueux        |
| Grun-Bordas                | 247                      | 12,28      | 20               | 24208      | 24380        | Périgueux        |
| Issac                      | 437                      | 23,32      | 19               | 24211      | 24400        | Périgueux        |
| Lacropte                   | 691                      | 26,23      | 26               | 24220      | 24380        | Périgueux        |
| Limeuil                    | 339                      | 10,57      | 32               | 24240      | 24510        | Sarlat-la-Canéda |
| Eyraud-Crempse-Maurens     | 1.666                    | 50,51      | 33               | 24259      | 24140        | Périgueux        |
| Montagnac-la-Crempse       | 391                      | 25,49      | 15               | 24285      | 24140        | Périgueux        |
| Paunat                     | 318                      | 18,28      | 17               | 24318      | 24510        | Périgueux        |
| Saint-Amand-de-Vergt       | 245                      | 12,66      | 19               | 24365      | 24380        | Périgueux        |
| Saint-Georges-de-Montclard | 279                      | 13,68      | 20               | 24414      | 24140        | Périgueux        |
| Saint-Hilaire-d’Estissac   | 126                      | 6,14       | 21               | 24422      | 24140        | Périgueux        |
| Saint-Jean-d’Estissac      | 158                      | 12,86      | 12               | 24426      | 24140        | Périgueux        |
| Saint-Mayme-de-Péreyrol    | 287                      | 10,75      | 27               | 24459      | 24380        | Périgueux        |
| Saint-Martin-des-Combes    | 203                      | 13,99      | 15               | 24456      | 24140        | Périgueux        |
| Saint-Michel-de-Villadeix  | 299                      | 14,17      | 21               | 24468      | 24380        | Périgueux        |
| Saint-Paul-de-Serre        | 333                      | 10,44      | 32               | 24480      | 24380        | Périgueux        |
| Salon                      | 275                      | 16,97      | 16               | 24518      | 24380        | Périgueux        |
| Sanilhac                   | 274                      | 8,56       | 32               | 24312      | 24660        | Périgueux        |
| Trémolat                   | 629                      | 14,03      | 45               | 24558      | 24510        | Bergerac         |
| Val de Louyre et Caudeau   | 1.592                    | 82,12      | 19               | 24362      | 24510        | Périgueux        |
| Vergt                      | 1.750                    | 32,52      | 54               | 24571      | 24380        | Périgueux        |
| Veyrines-de-Vergt          | 247                      | 11,91      | 21               | 24576      | 24380        | Périgueux        |
| Villamblard                | 870                      | 20,43      | 43               | 24581      | 24140        | Périgueux        |
| Kanton Périgord Central    | 15.040                   | 582,92     | 26               | 2412       | –            | –                |

1. ↑   Nur die Fläche der ehemaligen Gemeinde Breuilh, der Rest gehört zum Kanton Isle-Manoire.

## Veränderungen im Gemeindebestand seit der landesweiten Neuordnung der Kantone
2019:
- Fusion Laveyssière, Maurens, Saint-Jean-d’Eyraud und Saint-Julien-de-Crempse → Eyraud-Crempse-Maurens

2017:
- Fusion Breuilh, Marsaneix (Kanton Isle-Manoire) und Notre-Dame-de-Sanilhac (Kanton Isle-Manoire) → Sanilhac
- Fusion Cendrieux und Sainte-Alvère-Saint-Laurent Les Bâtons → Val de Louyre et Caudeau

2016: 
- Fusion Sainte-Alvère und Saint-Laurent-des-Bâtons → Sainte-Alvère-Saint-Laurent Les Bâtons